# Distribució de Rayleigh
En teoria de la probabilitat i estadística, la distribució de Rayleigh és una distribució de probabilitat contínua per variables aleatòries positives. Es tracta d'una distribució chi amb dos graus de llibertat.
Sovint s'observen distribucions de Rayleigh quan la magnitud global d'un vector està relacionat amb les seves components direccionals. Un exemple en que la distribució de Rayleigh apareix naturalment és quan la velocitat del vent s'analitza en dues dimensions. S' s'assumeix que cada component és no correlat, segueix una distribució normal d'igual variància i mitjana zero, llavors el valor de la velocitat (és a dir, la magnitud vectorial) vindrà caracteritzada per una distribució de Rayleigh. Un segon exemple de la distribució és el cas de nombres complexos amb components reals i imaginàries distribuïdes independentment i idèntica seguint una distribució gaussiana d'igual variància i mitjana zero. En aquest cas, el valor absolut o mòdul del nombre complex segueix una distribució de Rayleigh.
La distribució duu el nom de Lord Rayleigh (/ˈreɪli/).

## Definició
La funció de densitat de probabilitat de la distribució de Rayleigh és
{\displaystyle f(x;\sigma )={\frac {x}{\sigma ^{2}}}e^{-x^{2}/(2\sigma ^{2})},\quad x\geq 0,}
on {\displaystyle \sigma } és el paràmetre d'escala de la distribució. La seva funció de distribució acumulada és
{\displaystyle F(x;\sigma )=1-e^{-x^{2}/(2\sigma ^{2})}}
amb {\displaystyle x\in [0,\infty ).}

## Relació amb la longitud d'un vector aleatori
Consideri's el vector bidimensional {\displaystyle Y=(U,V)} amb components que segueixen la distribució normal, centrats en el zero i independents. Llavors {\displaystyle U} i {\displaystyle V} tenen funcions de densitat:
{\displaystyle f_{U}(x;\sigma )=f_{V}(x;\sigma )={\frac {e^{-x^{2}/(2\sigma ^{2})}}{\sqrt {2\pi \sigma ^{2}}}}.}
Sigui {\displaystyle X} la longitud de {\displaystyle Y}. Llavors, {\displaystyle X={\sqrt {U^{2}+V^{2}}}.} i {\displaystyle X} té una funció de distribució acumulada:
{\displaystyle F_{X}(x;\sigma )=\iint _{D_{x}}f_{U}(u;\sigma )f_{V}(v;\sigma )\,dA,}
on {\displaystyle D_{x}} és el disc
{\displaystyle D_{x}=\left\{(u,v):{\sqrt {u^{2}+v^{2}}}<x\right\}.}
Escribint la integral doble en coordenades polars, esdevé:
{\displaystyle F_{X}(x;\sigma )={\frac {1}{2\pi \sigma ^{2}}}\int _{0}^{2\pi }\int _{0}^{x}re^{-r^{2}/(2\sigma ^{2})}\,dr\,d\theta ={\frac {1}{\sigma ^{2}}}\int _{0}^{x}re^{-r^{2}/(2\sigma ^{2})}\,dr.}
Finalment, la funció de densitat de probabilitat de {\displaystyle X} és la derivada de la seva funció de distribució acumulada que, segons teorema fonamental del càlcul és
{\displaystyle f_{X}(x;\sigma )={\frac {d}{dx}}F_{X}(x;\sigma )={\frac {x}{\sigma ^{2}}}e^{-x^{2}/(2\sigma ^{2})},}
que és la distribució de Rayleigh. N'és un corol·lari la generalització de vector de dimensió diferent de 2. També hi ha generalitzacions en què els components tenen variàncies diferents o correlades o quan el vector Y seguei una distribució bivariada t de Student.

## Propietats
Els moments venen donats per:
{\displaystyle \mu _{j}=\sigma ^{j}2^{j/2}\,\Gamma \left(1+{\frac {j}{2}}\right),}
on {\displaystyle \Gamma (z)} és la funció gamma.
La mitjana d'una variable aleatòria de tipus Rayleigh és, doncs :
{\displaystyle \mu (X)=\sigma {\sqrt {\frac {\pi }{2}}}\ \approx 1.253\ \sigma .}
La variància de la variable aleatòria Rayleigh és:
{\displaystyle \operatorname {var} (X)=\mu _{2}-\mu _{1}^{2}=\left(2-{\frac {\pi }{2}}\right)\sigma ^{2}\approx 0.429\ \sigma ^{2}}
La moda és {\displaystyle \sigma ,} i la pdf màxima és:
{\displaystyle f_{\max }=f(\sigma ;\sigma )={\frac {1}{\sigma }}e^{-1/2}\approx {\frac {0.606}{\sigma }}.}
L'asimetria ve donada per:
{\displaystyle \gamma _{1}={\frac {2{\sqrt {\pi }}(\pi -3)}{(4-\pi )^{3/2}}}\approx 0.631}
La curtosi ve donada per:
{\displaystyle \gamma _{2}=-{\frac {6\pi ^{2}-24\pi +16}{(4-\pi )^{2}}}\approx 0.245}
La funció característica és:
{\displaystyle \varphi (t)=1-\sigma te^{-{\frac {1}{2}}\sigma ^{2}t^{2}}{\sqrt {\frac {\pi }{2}}}\left[\operatorname {erfi} \left({\frac {\sigma t}{\sqrt {2}}}\right)-i\right]}
on {\displaystyle \operatorname {erfi} (z)} és la funció error imaginària. La funció generadora de moments és:
{\displaystyle M(t)=1+\sigma t\,e^{{\frac {1}{2}}\sigma ^{2}t^{2}}{\sqrt {\frac {\pi }{2}}}\left[\operatorname {erf} \left({\frac {\sigma t}{\sqrt {2}}}\right)+1\right]}
on {\displaystyle \operatorname {erf} (z)} és la funció error.

### Entropia diferencial
La seva entropia diferencial ve donada per:
{\displaystyle H=1+\ln \left({\frac {\sigma }{\sqrt {2}}}\right)+{\frac {\gamma }{2}}}
on {\displaystyle \gamma } és la constant d'Euler-Mascheroni.

## Distribucions relacionades
- {\displaystyle R\sim \mathrm {Rayleigh} (\sigma )} segueix una distribució de Rayleigh si {\displaystyle R={\sqrt {X^{2}+Y^{2}}}}, on {\displaystyle X\sim N(0,\sigma ^{2})} i {\displaystyle Y\sim N(0,\sigma ^{2})} són variables aleatòries normals i independents.[4] (Això explica l'ús del símbol "sigma" en la parametrització de la densitat de Rayleigh que s'ha fet més amunt.)
- La distribució chi amb v = 2 és equivalent a la distribució de Rayleigh amb σ = 1. Per exemple, si {\displaystyle R\sim \mathrm {Rayleigh} (1)}, llavors {\displaystyle R^{2}} té una distribució khi quadrat amb paràmetre {\displaystyle N}, graus de llibertat igual a dos (N = 2)

{\displaystyle [Q=R^{2}]\sim \chi ^{2}(N)\ .}
- Si {\displaystyle R\sim \mathrm {Rayleigh} (\sigma )}, llavors {\displaystyle \sum _{i=1}^{N}R_{i}^{2}} té una distribució gamma amb paràmetres {\displaystyle N} and {\displaystyle 2\sigma ^{2}}

{\displaystyle \left[Y=\sum _{i=1}^{N}R_{i}^{2}\right]\sim \Gamma (N,2\sigma ^{2}).}
- La distribució de Rice és una generalització de la distribució de Rayleigh: {\displaystyle \mathrm {Rayleigh} (\sigma )=\mathrm {Rice} (0,\sigma )}.
- La distribució de Weibull amb el "paràmetre de forma" k=2 és una distribució de Rayleigh. Llavors el paràmetre de la distribució de Rayleigh {\displaystyle \sigma } està relacionat amb el paràmetre d'escala de Weibull segons {\displaystyle \lambda =\sigma {\sqrt {2}}.}
- La distribució de Maxwell-Boltzmann descriu la magnitud d'un vector normal en tres dimensions.
- Tingui {\displaystyle X} una distribució exponencial {\displaystyle X\sim \mathrm {Exponential} (\lambda )}, llavors {\displaystyle Y={\sqrt {X}}\sim \mathrm {Rayleigh} (1/{\sqrt {2\lambda }}).}

## Aplicacions
Una aplicació de l'estimació de σ es pot trobar en les imatges per ressonància magnètica o IRM. Com que les IRM s'emmagatzemen en forma d'imatges complexes malgrat que normalment es mostren els seus valors en magnitud, les dades segueixen la distribució de Rayleigh. D'aquesta manera, es pot usar la fórmula descrita per estimar la variància deguda al soroll en les imatges complexes.
 El principi de la distribució de Rayleigh també es va usar en el camp de la nutrició per relacionar els nivells de certs nutrients de la dieta amb la resposta en els comportaments humans i d'animals. En aquest sentit, es pot usar el paràmetre σ per calcular la relació de resposta del nutrient.
Finalment, en un radioenllaç en què no hi ha propagació d'abast visual i, per tant, no hi ha un eco dominant, es pot modelar l'efecte Doppler dels diferents ecos segons la distribució de Rayleigh, tenint en compte a més l'atenuació deguda a pèrdues per espai lliure, reflexió, refracció i difracció. Es tracta d'un cas particular de la distribució de Rice, que es donaria en el cas que hi hagués línia de visió directa, amb un eco dominant.